# Washington Redskins 1993
La stagione 1993 dei Washington Redskins è stata la 62ª della franchigia nella National Football League e la 57ª a Washington. Il capo-allenatore Joe Gibbs si ritirò dopo la stagione 1992 e i Redskins promossero al suo posto il coordinatore difensivo Richie Petitbon. L'anziano nucleo della squadra ebbe diversi infortuni e numerosi giocatori chiave (Gary Clark, Wilber Marshall, Martin Mayhew, Jumpy Geathers e Fred Stokes) lasciarono il club come free agent. La dirigenza provò a sistemare le cose firmando Carl Banks, Tim McGee, Al Noga e Rick Graf ma nessuno ebbe un impatto notevole sulla squadra. Washington terminò con un record di 4–12 e mancò l'accesso ai playoff per la prima volta dal 1989. Petitbon fu licenziato a fine stagione.

## Roster
| Roster dei Washington Redskins nel 1993 |
| --- |
| Quarterback - 12 Cary Conklin - 16 Rich Gannon - 11 Mark Rypien Running Back - 40 Reggie Brooks - 21 Earnest Byner - 32 Ricky Ervins - 30 Brian Mitchell Wide Receiver - 31 Gregory Clifton - 80 Desmond Howard - 85 Tim McGee - 81 Art Monk - 83 Ricky Sanders - 84 Mark Stock Tight End - 88 James Jenkins - 87 Ron Middleton - 89 Terry Orr - 36 Frank Wycheck Offensive Linemen - 57 Guy Bingham C - 53 Jeff Bostic C - 65 Ray Brown G - 64 Mohammed Elewonibi T - 60 Greg Huntington T - 63 Raleigh McKenzie G - 62 Darryl Moore G - 73 Paul Siever T - 76 Ed Simmons T - 61 Vernice Smith G Defensive Linemen - 99 Jason Buck DT - 91 Shane Collins DE - 93 Jeff Faulkner DT - 78 Tim Johnson DT - 71 Charles Mann DE - 74 Gerald Nichols DT - 72 Al Noga DE - 97 Sterling Palmer DE - 94 Bobby Wilson DT Linebacker - 58 Carl Banks - 50 Ravin Caldwell - 51 Monte Coleman - 55 Andre Collins - 54 Kurt Gouveia - 90 Rick Graf - 56 Rick Hamilton - 96 Lamont Hollinquest Defensive Back - 25 Tom Carter CB - 26 Danny Copeland SS - 27 Brad Edwards FS - 28 Darrell Green CB - 47 A. J. Johnson CB - 20 Alvoid Mays - 37 Darryl Morrison - 41 Johnny Thomas Special Team - 2 Kelly Goodburn P - 8 Chip Lohmiller K - 50 Marc Raab LS - 1 Reggie Roby P Lista delle riserve - 52 Matt Elliott G (IR) - 66 Joe Jacoby T (IR) - 79 Jim Lachey T (IR) - 69 Mark Schlereth G (IR) - 75 Eric Williams DT (IR) |
| Legenda - I rookie sono in corsivo. - Il primo ruolo è il principale mentre gli eventuali successivi indicano i ruoli secondari. - (IR) sta per Injured Reserve ed indica la lista ristretta per un solo giocatore infortunato che può tornare ad allenarsi dopo la settimana 6 e a rientrare in prima squadra dopo che questa ha giocato 8 partite. - (NF-Inj.) / (NF-Ill.) stanno rispettivamente per Non-Football Injured e Non-Football Illness ed indicano le liste dove viene inserito un giocatore che ha un infortunio o una malattia non dipendente dal football americano. - (PUP) sta per Physically Unable to Perform ed indica la lista dove viene inserito un giocatore mentre è in attesa di recuperare la condizione fisica. Nella stagione regolare dopo la sesta partita giocata dalla propria squadra, il giocatore ha tempo tre settimane per riprendere ad allenarsi, più tre settimane aggiuntive dal suo rientro agli allenamenti per rientrare in prima squadra. |

## Calendario
| Stagione regolare |                    |                         |                    |                    |                    |                    |                    |
| Turno             | Data               | Avversario              | Risultato          | Record             | Stadio             | Pubblico           | Sintesi            |
| 1                 | 6 settembre        | Dallas Cowboys          | V 35–16            | 1–0                | RFK Stadium        | 56,345             | Recap              |
| 2                 | 12 settembre       | Phoenix Cardinals       | S 10–17            | 1–1                | RFK Stadium        | 53,525             | Recap              |
| 3                 | 19 settembre       | at Philadelphia Eagles  | S 31–34            | 1–2                | Veterans Stadium   | 65,435             | Recap              |
| 4                 | Settimana di pausa | Settimana di pausa      | Settimana di pausa | Settimana di pausa | Settimana di pausa | Settimana di pausa | Settimana di pausa |
| 5                 | 4 ottobre          | at Miami Dolphins       | S 10–17            | 1–3                | Joe Robbie Stadium | 68,568             | Recap              |
| 6                 | 10 ottobre         | New York Giants         | S 7–41             | 1–4                | RFK Stadium        | 53,715             | Recap              |
| 7                 | 17 ottobre         | at Phoenix Cardinals    | S 6–36             | 1–5                | Sun Devil Stadium  | 48,143             | Recap              |
| 8                 | Settimana di pausa | Settimana di pausa      | Settimana di pausa | Settimana di pausa | Settimana di pausa | Settimana di pausa | Settimana di pausa |
| 9                 | 1 novembre         | at Buffalo Bills        | S 10–24            | 1–6                | Rich Stadium       | 79,106             | Recap              |
| 10                | 7 novembre         | Indianapolis Colts      | V 30–24            | 2–6                | RFK Stadium        | 50,523             | Recap              |
| 11                | 14 novembre        | at New York Giants      | S 6–20             | 2–7                | Giants Stadium     | 76,606             | Recap              |
| 12                | 21 novembre        | at Los Angeles Rams     | S 6–10             | 2–8                | Anaheim Stadium    | 45,546             | Recap              |
| 13                | 28 novembre        | Philadelphia Eagles     | S 14–17            | 2–9                | RFK Stadium        | 46,663             | Recap              |
| 14                | 5 dicembre         | at Tampa Bay Buccaneers | V 23–17            | 3–9                | Tampa Stadium      | 49,035             | Recap              |
| 15                | 11 dicembre        | New York Jets           | S 0–3              | 3-10               | RFK Stadium        | 47,970             | Recap              |
| 16                | 19 dicembre        | Atlanta Falcons         | V 30–17            | 4–10               | RFK Stadium        | 50,192             | Recap              |
| 17                | 26 dicembre        | at Dallas Cowboys       | S 3–38             | 4–11               | Texas Stadium      | 64,497             | Recap              |
| 18                | 31 dicembre        | Minnesota Vikings       | S 9–14             | 4–12               | RFK Stadium        | 42,836             | Recap              |

Note: gli avversari della propria division sono in grassetto.

## Classifiche
| NFC East            |    |    |   |      |     |     |     |
|                     | V  | S  | P | %    | PF  | PS  | STR |
| (1) Dallas Cowboys  | 12 | 4  | 0 | .750 | 376 | 229 | V5  |
| (4) New York Giants | 11 | 5  | 0 | .688 | 288 | 205 | S2  |
| Philadelphia Eagles | 8  | 8  | 0 | .500 | 293 | 315 | V3  |
| Phoenix Cardinals   | 7  | 9  | 0 | .438 | 326 | 269 | V3  |
| Washington Redskins | 4  | 12 | 0 | .250 | 230 | 345 | S2  |